# Camillus Umoh
Camillus Raymond Umoh (ur. 18 lipca 1956 w Nto Iblam) – nigeryjski duchowny katolicki, biskup Ikot Ekpene od 2010.

## Życiorys

### Prezbiterat
Święcenia kapłańskie przyjął 7 lipca 1984 i został inkardynowany do diecezji Ikot Ekpene. Przez kilka lat pracował jako duszpasterz parafialny, był także m.in. sekretarzem biskupim (1991-1993) i wykładowcą Katolickiego Instytutu Afryki Zachodniej w Port Harcourt.

### Episkopat
16 lipca 2010 papież Benedykt XVI biskupem ordynariuszem Ikot Ekpene. Sakry biskupiej udzielił mu 9 października 2010 metropolita Calabaru - arcybiskup Joseph Ukpo.